# Larifugella natalensis
Larifugella natalensis is een hooiwagen uit de familie Triaenonychidae.